# Xinyuan (häradshuvudort i Kina, Qinghai Sheng, lat 37,30, long 99,00)
Xinyuan (kinesiska: 新源, 天峻县) är en häradshuvudort i Kina. Den ligger i provinsen Qinghai, i den nordvästra delen av landet, omkring 260 kilometer väster om provinshuvudstaden Xining. Antalet invånare är 33 923. Befolkningen består av 13 026 kvinnor och 20 897 män. Barn under 15 år utgör 16,0 %, vuxna 15-64 år 80 %, och äldre över 65 år 3,0 %.
Trakten runt Xinyuan är nära nog obefolkad, med mindre än två invånare per kvadratkilometer. Xinyuan är det största samhället i trakten. Trakten runt Xinyuan består i huvudsak av gräsmarker.
Genomsnittlig årsnederbörd är 340 millimeter. Den regnigaste månaden är juli, med i genomsnitt 87 mm nederbörd, och den torraste är december, med 1 mm nederbörd.